# Галерија код јасли
Галерија код јасли једна је од три приватне галерије војвођанских Словака у Србији,  Бачком Петровцу која данас ради  у оквиру грађанског удружења Театер - Галерија - Новине (ТГН). Она је  била уметнички кутак власника и културног посленика војвођанских Словака Јана Дорча све до његове смрти 2011. године 

## Положај
Галаеија се налази у Бачком Петровцу у просторијама грађанског удружења  Театар - Галерија - Новине (ТГН).  

## Опште информације
Друштво ТГН (Театер - Галериа - Новини) основано је каа уметнички кутак 2. августа 2011. године икао је званично започело са радом као удружење грађана 12. марта 2003.
У оквиру овог удружеља радила је и Галерији код јасли која је основана  2005. годинеод стране посленика војвођанских Словака Јана Дорча. Од њеног оснивања у њој су организоване 22 изложбе слика и других уметничких дела.
У дворишту Галерији  одржано је  и неколико презентација књига. 
Активности галерије успешно су приказане како у Србији тако и у иностранству, (нпр 2005. године у Мелбоурну у Аустралији).